# Departamento de General José de San Martín
Departamento de General José de San Martín är en kommun i Argentina.   Den ligger i provinsen Salta, i den norra delen av landet, 1 400 km norr om huvudstaden Buenos Aires.
Trakten runt Departamento de General José de San Martín består till största delen av jordbruksmark. Runt Departamento de General José de San Martín är det glesbefolkat, med 10 invånare per kvadratkilometer.